# 苫小牧ガス
苫小牧ガス株式会社（とまこまいガス）は、北海道苫小牧市に本社を置く、日本の都市ガスを主力とするエネルギー販売会社である。
苫小牧市、安平町、厚真町において都市ガス事業を展開している。

## 沿革
- 1961年6月13日 -設立。10月に供給開始。
- 1964年9月 - 本社所在地を市内錦町から末広町に移転。
- 1987年3月 - 関連子会社「苫ガス燃料株式会社」設立。
- 1991年3月 - 錦岡工場完成。
- 2007年 -天然ガス転換作業開始。転換後は、勇払ガス田から直接パイプラインで供給を受ける予定。

## 関連会社
- 苫ガス燃料株式会社